# Плина Језеро
Плина Језеро је насељено место у саставу града Плоче, Дубровачко-неретванска жупанија, Република Хрватска.

## Историја
До територијалне реорганизације у Хрватској налазило се у саставу старе општине Плоче.

## Становништво
На попису становништва 2011. године, Плина Језеро је имало 44 становника.
| Број становника по пописима | Број становника по пописима | Број становника по пописима | Број становника по пописима | Број становника по пописима | Број становника по пописима | Број становника по пописима | Број становника по пописима | Број становника по пописима | Број становника по пописима | Број становника по пописима | Број становника по пописима | Број становника по пописима | Број становника по пописима | Број становника по пописима | Број становника по пописима |
| --------------------------- | --------------------------- | --------------------------- | --------------------------- | --------------------------- | --------------------------- | --------------------------- | --------------------------- | --------------------------- | --------------------------- | --------------------------- | --------------------------- | --------------------------- | --------------------------- | --------------------------- | --------------------------- |
| 1857                        | 1869                        | 1880                        | 1890                        | 1900                        | 1910                        | 1921                        | 1931                        | 1948                        | 1953                        | 1961                        | 1971                        | 1981                        | 1991                        | 2001                        | 2011                        |
| 0                           | 0                           | 29                          | 37                          | 26                          | 41                          | 95                          | 0                           | 279                         | 276                         | 235                         | 111                         | 87                          | 51                          | 35                          | 44                          |

Напомена: Исказује се од 1991. као самостално насеље настало осамостаљивањем делова бивших насеља Западна Плина и Источна Плина. У 1857., 1869. и 1931. подаци су садржани у насељу Бања.

### Попис1991.
На попису становништва 1991. године, насељено место Плина Језеро је имало 51 становника, следећег националног састава:
| Попис 1991.‍ | Попис 1991.‍ | Попис 1991.‍ | Попис 1991.‍ | Попис 1991.‍ |
| ----------- | ----------- | ----------- | ----------- | ----------- |
|             |             |             |             |             |
| Хрвати      | Хрвати      |             | 49          | 96,07%      |
| Југословени | Југословени |             | 2           | 3,92%       |
| укупно: 51  |             |             |             |             |